# Queso payoyo

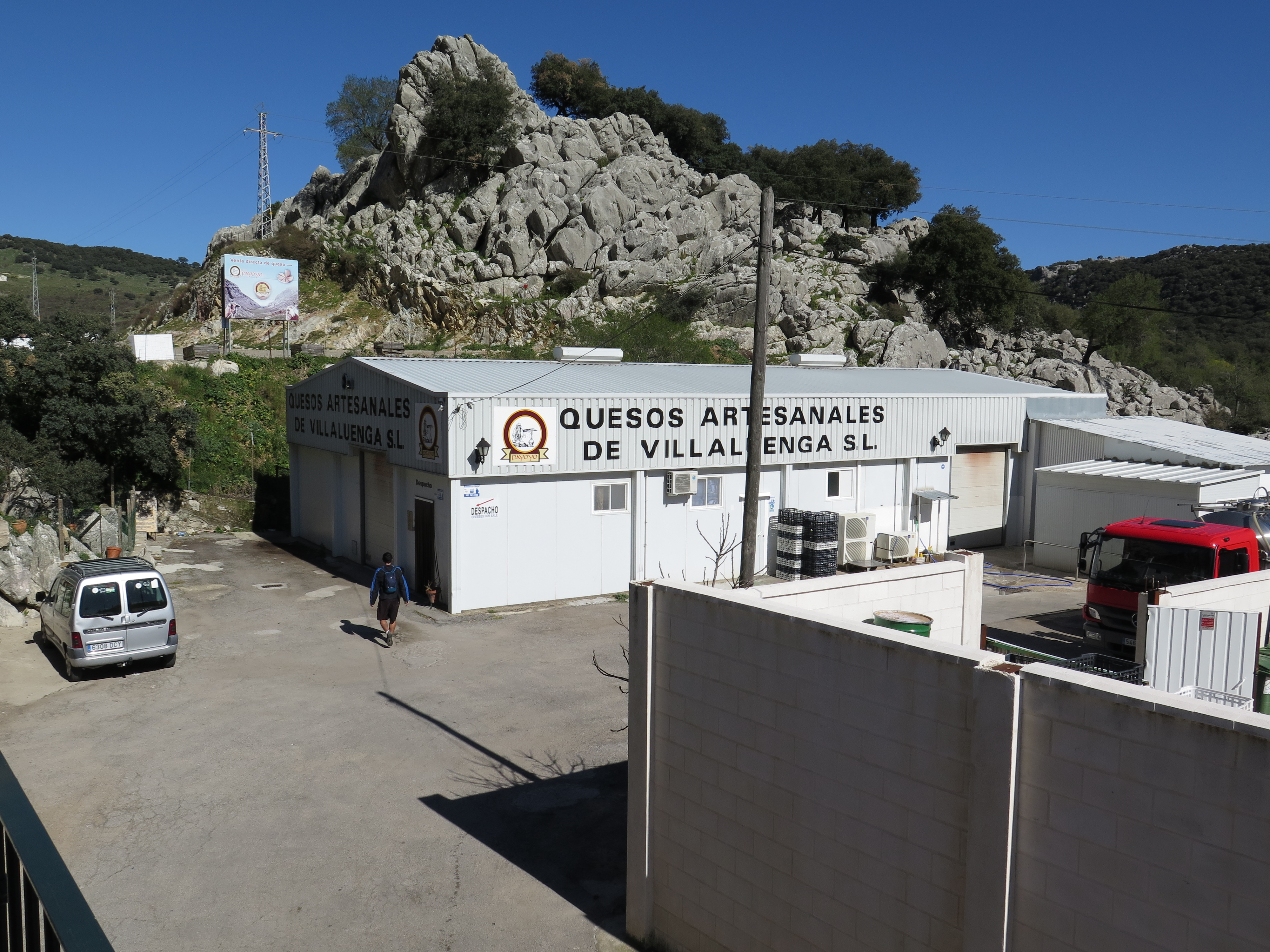
Fábrica artesanal de queso payoyo, en Villaluenga del Rosario

El queso payoyo es una marca registrada de queso producido con leche de cabra  y oveja elaborado por Queso Payoyo SL en Villaluenga del Rosario en la Sierra de Grazalema (Andalucía, España).

## Historia
En 1995, la empresa Queso Payoyo S.L. fue creada en Villaluenga del Rosario. Su marca, Payoyo, se registró y patentó en 1996, comenzando su andadura real en septiembre de 1997 con la primera elaboración de quesos. El queso ha ayudado a desarrollar una pequeña industria respetuosa con el entorno y sostenible en la Sierra de Cádiz.

## Características
Se elaboran quesos con leche de cabra, leche de oveja y de mezcla de ambas. Así, dentro de cada tipo, se pueden encontrar distintas variedades; fresco, semicurado, curado, emborrado en manteca, romero, salvado o pimentón.

## Distribución
Se distribuyen en todo el ámbito nacional y se exportan a países como Reino Unido, Estados Unidos, Japón, Italia, Suecia o Bélgica y poseen numerosos premios de prestigio tanto nacionales como internacionales.